# Evippa caucasica
Evippa caucasica is een spinnensoort in de taxonomische indeling van de wolfspinnen (Lycosidae).
Het dier behoort tot het geslacht Evippa. De wetenschappelijke naam van de soort werd voor het eerst geldig gepubliceerd in 2003 door Yuri M. Marusik, Guseinov & Koponen.